# Marie Key Band
Marie Key Band var en dansk musikgruppe fra København, der blev dannet i 2002 af Marie Key (vokal, guitar og sangskriver), Jakob Thorkild (guitar), Marie Louise von Bülow (kontrabas og kor) og Mads Andersen (trommer og kor).
De har spillet masser af koncerter på københavnske caféer og spillesteder, men er nok mest kendte for deres medvirken i KarriereKanonen 2005, hvormed de fik deres kommercielle debut. Bandets debutalbum Udtales ['kæj] udkom den 6. februar 2006 og er produceret af tidligere Gangway-medlem Henrik Balling. Albummet solgte 16.000 eksemplarer.
Efter udgivelsen af gruppens andet album Hver sin vej i 2008, gik Marie Key Band i opløsning. Forsanger Marie Key forfulgte efterfølgende en solokarriere.
Marie Key Bands musik læner sig genremæssigt op ad den moderne troubadour-stil og kan sammenlignes med kunstnere som Rasmus Nøhr og Tobias Trier. Bandet kategoriserer dog selv deres musik som modern-style-country-Copenhagen city-pop. Bandets tekster handler om de små og store ting i hverdagen.

## Album

### udtales ['kæj](2006)
1. "Mormor"
2. "Frank"
3. "Kleptoman"
4. "Hun Kysser Ham Nu"
5. "Hamburg Blues"
6. "Blomstersangen"
7. "Er Det Nu"
8. "Per"
9. "Fem Sekunder"
10. "Han Er Sød"
11. "Orange Ensomhed"

### Hver sin vej(2008)
1. "Bum Bum"
2. "Almindelig Dag"
3. "Blege Knæ"
4. "Ikkeryger Ven"
5. "Brevet"
6. "Loppen"
7. "Togsangen"
8. "Dope"
9. "Luften"
10. "Går Hun ikke Meget for Sig Selv"
11. "Fjernsyn"
12. "Den Stenede Jord"